# Comuna Svitlohirske, Kobeleakî
Svitlohirske (în ucraineană Світлогірське) este o comună în raionul Kobeleakî, regiunea Poltava, Ucraina, formată din satele Bracikivka, Kîșenkî, Proseanîkivka și Svitlohirske (reședința).

## Demografie
Componența lingvistică a comunei Svitlohirske
     Ucraineană (95,91%)
     Rusă (3,93%)
     Alte limbi (0,08%)
Conform recensământului din 2001, majoritatea populației comunei Svitlohirske era vorbitoare de ucraineană (95,91%), existând în minoritate și vorbitori de rusă (3,93%).